# 克里斯托弗·诺特
克里斯多福·訥特（Christopher Nöthe）是德國的一位足球運動員。在場上司職前鋒。他現在效力于德甲球隊菲爾特。

## 外部連結
- Christopher Nöthe at transfermarkt.de （德文）